# Mayrouba
Mayrouba est un village libanais, situé dans le caza du Kesrouan au Mont Liban

## Histoire
« Mayrouba » vient des mots "May" "rouba" qui veulent dire : riche en eau. Mayrouba est connu pour ses nombreuses sources d’eau naturelles. On compte près de 120 sources d’eau dans le village. Les principales sources sont 'Aïn el tannour’ , ‘Aïn el souan’, ‘Aïn el cana’, ‘Ain Merhege’.

## Géographie

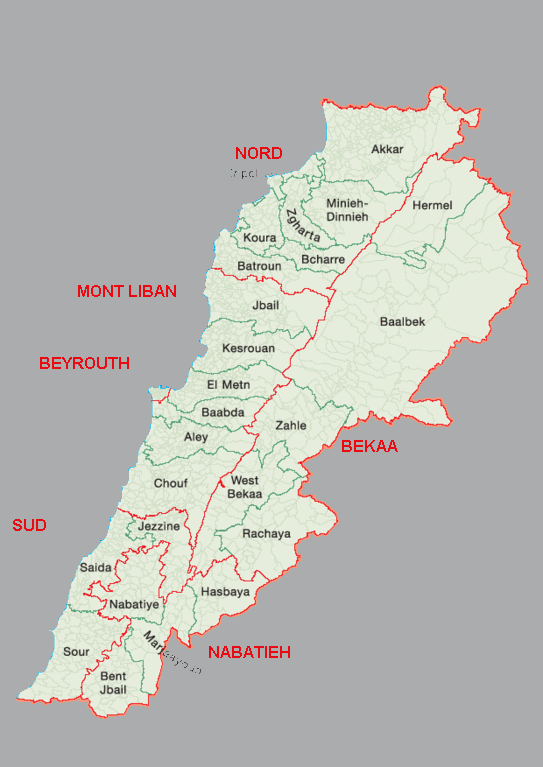
Emplacement de Mayrouba

### Climat
| Mois          | Janvier | Fevrier | Mars | Avril | Mai | Juin | Juillet | Aout | Septembre | Octobre | Novembre | Decembre |
| ------------- | ------- | ------- | ---- | ----- | --- | ---- | ------- | ---- | --------- | ------- | -------- | -------- |
| Min (C°)      | 0       | 1       | 3    | 7     | 10  | 14   | 16      | 16   | 14        | 10      | 5        | 2        |
| Max (C°)      | 10      | 11      | 15   | 20    | 25  | 29   | 32      | 32   | 29        | 25      | 18       | 12       |
| Jour de pluie | 11      | 9       | 8    | 3     | 1   | 0    | 0       | 0    | 0         | 2       | 6        | 10       |

| Distance de Beyrouth (kilométrés) | Altitude (métrés) | Surface (hectares) |
| --------------------------------- | ----------------- | ------------------ |
| 38                                | 1300              | 823                |

### Activités agricoles
Mayrouba est réputée pour la culture de ses pommes de plusieurs variétés. Les agriculteurs cultivent des « starkens », des « goldens », des « mouachahs » et quelques « canada ». La plupart des pommes étaient envoyées dans des pays arabes tels que l’Égypte, la Jordanie et la Libye, mais aujourd’hui l'exportation des pommes a chuté à cause de la crise agricole qui secoue le pays.

## Accessibilité du village

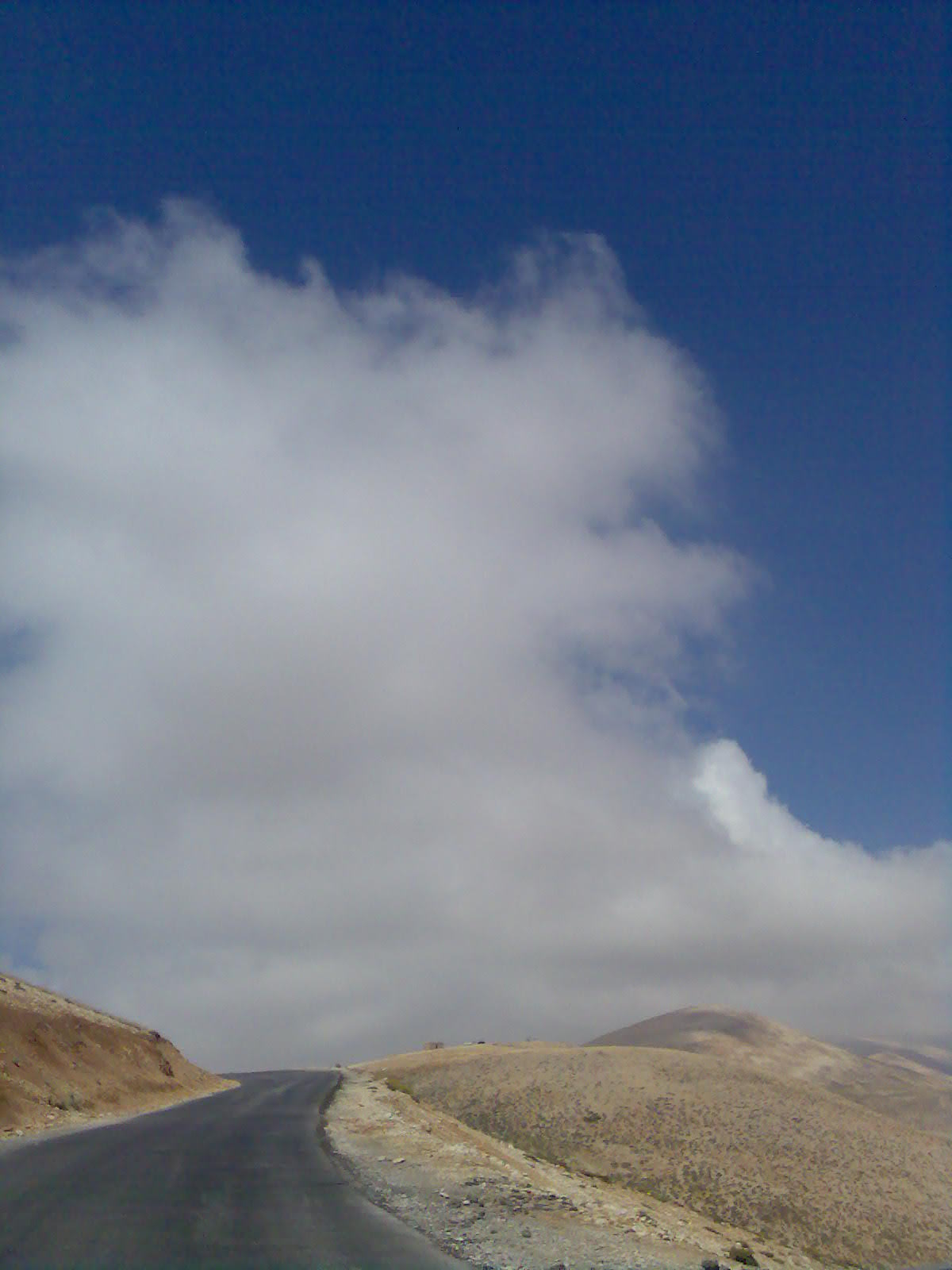
Route vers Mayrouba

Depuis Beyrouth, on accède à Mayrouba par une route qui part de Zouk Mosbeh en passant par Ajaltoun puis le rond-point de Kleiat. Depuis la Beqaa, on part de Hadath Baalbeck pour emprunter le col de Mazaar Kfardebian.Cette route est souvent fermée durant l'hiver et en cas de fortes intempéries.
Depuis les hauteurs du Caza de Jbeil, on accède à Mayrouba depuis les villages voisins de Lassa et de Afqa.
On peut également rejoindre Mayrouba en partant de Ghazir, en suivant la route passant par les villages de Ftouh puis de Harissa et de Achkout.

## Site historique et naturel

### Site naturel

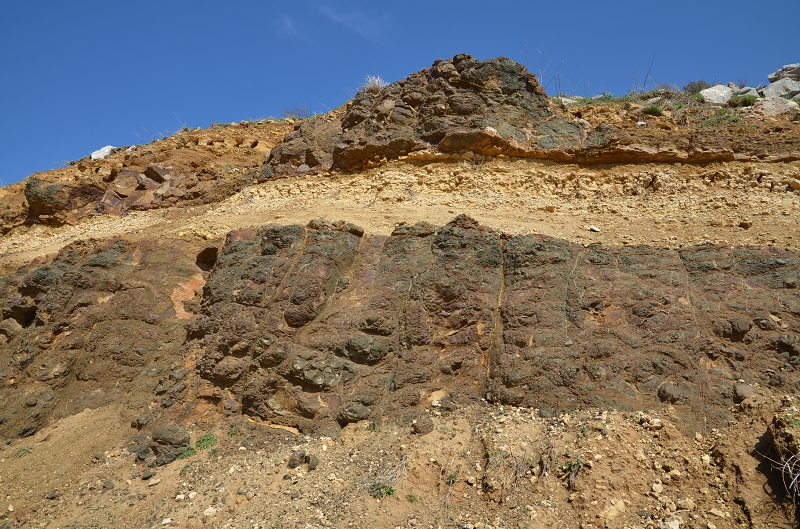
Roche volcanique de Mayrouba

Ce village est réputé pour ses rochers volcaniques perchés au sommet de la montagne. Certains rochers sont sculptés par des artistes.
D'anciennes carrières utilisées depuis l'Antiquité sont situés sur les hauteurs du village.
Depuis 2018, le village est menacé par l'exploitation d'une carrière industrielle. L'association Save Mayrouba tente d'alerter les autorités publiques sur les dangers suscités par l'exploitation de cette carrière qui risque de dégrader le patrimoine naturel du village.

### Site historique
Comme ces sites naturels, elle est connue pour ces nombreuses églises, telles que l’église de saint Antoine de Padoue, de Saint Elie, etc.
Actuellement une nouvelle statue de saint Antoine a été dépose au sommet du village.

## Tourisme
La plupart des familles de Mayrouba travaillent et habitent à Beyrouth ou à Jounieh durant une bonne partie de l'année. Le village double sa population durant l'été, la grande majorité des familles estivant de début juillet à fin septembre.

## Sport
L'équipe de basketball de Mayrouba évolue dans le championnat de basketball libanais de seconde division de la fédération libanais de Basketball